# Vörös Rusz
Vörös Rusz, más néven Vörösruténia (ukránul: Червона Русь, lengyelül: Ruś Czerwona, latinul: Ruthenia Rubra v. Russia Rubra) történelmi országrész a Dnyeszter és a Nyugati-Bug felső folyásainál, Kelet-Galíciában. A középkortól egészen az első világháború végéig Vörösoroszország volt a neve, a területének túlnyomó része ma Ukrajnához tartozik.

## A név eredete
Ma sem világos, miért nevezték a térséget vörösnek. Lengyelül nevezték Vörösföldnek (Ziemia czerwieńska) is. Egyes szláv nyelvekben a czerwony v. червоний (vörös) szó, hasonló alakokban megtalálható, s a vidéken sok település nevében ott van a vörös megjelölés, de aligha lehet közük az ország nevéhez.
Egy történelmi magyarázat szerint számos régi nyelvben színekkel is jelölték az égtájakat. A fekete szín az észak jelzésére szolgált, míg például a vörös a délt (Vörös-tenger), a sárga a keletet jelölte (lásd sárga rassz, Sárga-tenger). Ebben az értelemben a Vörösoroszország elnevezés ennek a vidéknek a többi orosz területhez viszonyított délies (pontosabban délnyugati) elhelyezkedésére utalhat.

### Lakossága
A régiónak túlnyomórészt ukrán nemzetiségű lakossága van, mellettük lengyel és belarusz kisebbséggel is. Az ezen a tájékon beszélt dialektus voltaképp csak az ukrán egy nyelvjárása, így tehát nem beszélhetünk külön vörösorosz nyelvről.

## Története
A területet 981-ben hódította meg a még pogány Nagy Vlagyimir kijevi nagyfejedelem. 1018-ban a lengyel király Szent István segítségével visszafoglalta a földet, ám 1031-ben az újfent rutén kézbe jutott.
1199-ig Volhínia része volt, amely a század végén Haliccsal közösen alkotott önálló államot, így annak fennhatósága alatt volt.
1340-ben III. Kázmér lengyel király hódította meg. Ettől kezdődően nevezték a hivatalos forrásokban is Ruś Czerwona névvel.
Az időszakos lengyel földesúri kizsákmányolások miatt, az ország lakossága 1648-ban csatlakozott az ukrajnai kozákok Bohdan Hmelnickij vezette felkeléséhez.
Egyes részei Vörösoroszországnak a törökök uralma alá kerültek, de mindössze rövid időre (1672). 
A szűnni nem akaró török-tatár támadások folyományaképp a terület sokat szenvedett a 17. század második fele és 18. század kezdete között.
1795-ben, Lengyelország harmadik felosztásakor az Orosz Birodalom vette birtokba a kicsiny tartományt.
Az első világháború után Lengyelország feltámadt. Határát keletről az ún. Curzon-vonalon húzták meg, amely a Szovjet-Oroszországnak hagyta többek között Vörösoroszországot is. A lengyel hadsereg 1920-ban a területet elfoglalta és országához csatolta.
1939-ben a szovjet Vörös Hadsereg szállta meg. Nagyobb része a második világháború után Ukrajnához került.

## Közigazgatása a 14. századtól 1772-ig
|  |  |  |

### Ruszin vajdaság
- Ziemia Chełmska, Chełm
  - Powiat Chełmski, Chełm
  - Powiat Krasnystawski Krasnystaw
  - Powiat Ratneński Ratno
- Ziemia Halicka, Halics
  - Powiat Halicki Halics
  - Powiat Kołomyjski Kołomyja
  - Powiat Trembowelski Trembowla
- Ziemia Lwowska Lwów
  - Powiat Lwowski Lwów
  - Powiat Żydaczowski Żydaczów
- Ziemia Przemyska Przemyśl
  - Powiat Przemyski Przemyśl
  - Powiat Samborski Sambor
  - Powiat Drohobycki Drohobycz
  - Powiat Stryjski Stryj
- Ziemia Sanocka Sánók
  - Powiat Sanocki Sánók

### Bełz vajdaság
- - Powiat Bełzski Bełz
  - Powiat Grabowiecki Grabowiec
  - Powiat Horodelski Horodło
  - Powiat Lubaczowski Lubaczów
  - Ziemia Buska Busk